# 龍潭強制収容所
龍潭強制収容所（リョンダムきょうせいしゅうようじょ）は、朝鮮民主主義人民共和国江原道川内郡に所在する再教育のための強制収容所。

## 概要
正式名称は、第8号教化所（だい8ごうきょうかじょ）。およそ3,000人の囚人を収監している。最も近い鉄道駅は朝鮮民主主義人民共和国鉄道省江原線・川内線の龍潭駅（リョンダムえき、룡담역）。